# Keliszad wa Suderdżan
Keliszad wa Suderdżan (pers. كليشادوسودرجان) – miasto w Iranie, w ostanie Isfahan. W 2011 roku liczyło 24 355 mieszkańców.